# Ernesto Teodoro Moneta

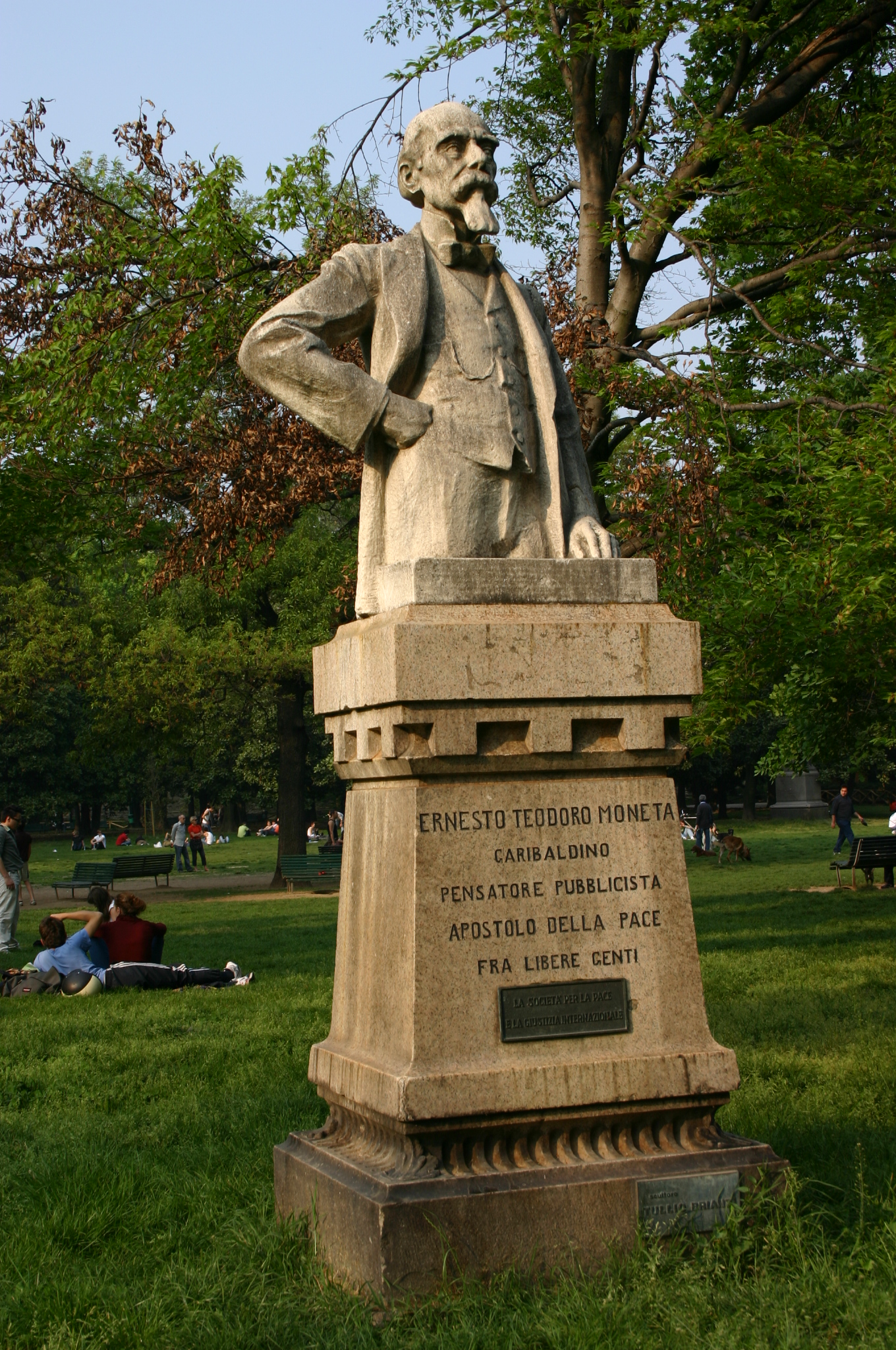
Monumentul din Milano.
Inscripția de pe soclu: „Ernesto Teodoro Moneta, garibaldian, gânditor, jurnalist, apostol al păcii între oamenii liberi”.

Ernesto Teodoro Moneta (n. 20 septembrie 1833, Milano, Lombardia – d. 10 februarie 1918, Milano) a fost un jurnalist, scriitor, militar și revoluționar italian. Mai târziu a devenit un cunoscut pacifist, fiind laureat al Premiului Nobel pentru Pace (1907).
Este autorul devizei: In varietate unitas!

## Biografie
S-a născut într-o veche familie aristocratică din Milano. Tatăl său, Carlo Aurelio Moneta, moștenise o solidă poziție economică de la părintele său Giuseppe Moneta, cel care a introdus în Italia fabricarea la scară industrială a săpunului și a sodei de rufe. Ernesto Teodoro Moneta și-a petrecut copilăria în vila de la țară a familiei, din Missaglia, primind o educație potrivită cu tradiția strămoșilor săi, printre care s-au numărat notari, juriști, clerici și oameni de știință.
Încă din adolescență a fost influențat de lupta italienilor pentru independență. La vârsta de 15 ani, Ernesto Teodoro Moneta a participat la cele „Cinci Zile de la Milan” (revolta din 1848 împotriva dominației Imperiului Austriac).
Un document descoperit în arhiva Universității din Pavia atestă prezența sa la cursuri în anul universitar 1852-1853. Totuși, el a decis să-și abandoneze studiile, pentru a participa la luptele pentru dobândirea independenței Italiei (mișcarea Risorgimento). În acest scop, a urmat cursurile Academiei Militare din Ivrea.
În 1859 s-a alăturat lui Garibaldi în Expediția celor O Mie, și, de asemenea, a luptat în rândurile armatei italiene împotriva austriecilor în războiul din 1866. A participat la Bătălia de la Custoza ca șef de stat major al generalului Giuseppe Sirtori. Deziluzionat de eșecul armatei italiene în acea bătălie și din întreaga campanie din 1866, și-a întrerupt promițătoarea carieră militară pentru a se întoarce la viața civilă și a se dedica jurnalismului și politicii.
Ulterior, Ernesto Teodoro Moneta a devenit un activist internațional pentru pace, deși a continuat să fie un naționalist italian convins. Între 1867 și 1896 a fost director și editor principal al ziarului democratic Il Secolo, care apărea la Milano. În 1887 el a fondat Unione Lombarda per la Pace e l'Arbitrato („Uniunea Lombardă pentru Pace și Arbitraj”), care milita pentru dezarmare și avea în vedere crearea Ligii Națiunilor. În ultimii ani ai secolului al XIX-lea, el s-a dedicat colectării de material documentar pentru principala sa operă istorică și literară, Le guerre, le insurrezioni e la pace nel secolo XIX („Războaiele, insurecțiile și pacea în secolul al XIX-lea”), apărută în patru volume publicate succesiv în 1903, 1904, 1906 și 1910. Primul volum conține o descriere detaliată a dezvoltării mișcării internaționale pentru pace în decursul secolului XIX. În 1890 Moneta a început să publice un almanah anual intitulat L'Amico della pace („Prietenul păcii”), iar în 1898 a fondat revista La Vita Internazionale („Viața Internațională”).
Pentru acțiunile sale pacifiste a fost distins cu Premiul Nobel pentru Pace în anul 1907.
Totuși, în ultimii ani ai vieții Ernesto Teodoro Moneta și-a reafirmat naționalismul, exprimându-și public sprijinul pentru cucerirea Libiei (1912) și intrarea Italiei în Primul Război Mondial (1915).
Ernesto Teodoro Moneta a fost membru al masoneriei, activând în loja ambrosiană..
A fost căsătorit (din 2 decembrie 1875) cu Ersilia Caglio, cu care a avut doi fii: Luigi și Emilio. Din anul 1900 a suferit de glaucom și a suportat o serie de intervenții chirurgicale pentru a evita orbirea totală. A murit de pneumonie la 10 februarie 1918, la Milano și a fost înmormântat la Missaglia, în cavoul familiei.